# Anita Rahvelišvili
Anita Rahvelišvili (gruzinsko ანიტა რაჭველიშვილი), gruzinska operna mezzosopranistka, * 28. junij 1984, Tbilisi, Gruzinska SSR, Sovjetska zveza.
Posebej je znana po petju Verdijevih del. Dirigent Riccardo Muti je leta 2018 dejal, da je brez dvoma najboljša Verdijeva mezzosopranistka na Zemlji. Znana je tudi po izvedbah opere Carmen.
Je najmlajša pevka, ki je otvorila sezono v milanski La Scali. Ameriški kritik Alex Ross je o njej dejal, da ji mora operna hiša pustiti delati, kar želi, saj so umetniki njenega kalibra razlog, da opera obstaja.

## Zgodnje življenje
Rahvelišvilijeva je odraščala v Tbilisiju, takratni prestolnici Gruzinske SSR. Njena mati se je ukvarjala z ljudskimi plesi in baletom, njen oče je bil skladatelj in bas kitarist, oba starša pa sta tudi pela. Mala Anita je odraščala v težkih okoliščinah, do katerih je prišlo ob Razpadu Sovjetske zveze. Rahvelišvilijeva tekoče govori gruzinsko, angleško in še nekatere druge jezike.
V mladih letih se je učila klavirja, nekaj časa pa se je šolala na šoli Mukhran Machavariani. Sprva je najraje poslušala glasbo skupin, kot so Led Zeppelin, Pink Floyd in Whitesnake. Kasneje je pela popularno glasbo po vzoru Whitney Houston in Mariah Carey. Imela je tak glas, da so jo družinski člani in prijatelji prepričali, da je poskusila z opernim petjem, kar je začela študirati, ko je bila stara 16 let.

## Kariera
Anita Rahvelišvili je uspešno prestala avdicijo in se vpisala na Državni konservatorij v Tbilisiju, kjer je pričela študirati solopetje pri profesorici Manani Egadze. Prejela je tudi finančno podporo v obliki štipendije takratnega predsednika Gruzije Miheila Saakašvilija. V Gledališču opere in baleta Tbilisi je debitirala kot Maddalena v Rigolettu, ko je bila še študentka. Leta 2007 je osvojila nagrado Paata Burchuladze.
Študij je nadaljevala na priznani akademiji v La Scali v Milanu. Ker za študij ni našla nobenih sredstev, se je njena družina zadolžila. Do preboja v njeni karieri je prišlo, ko jo je glasbeni direktor La Scale, Daniel Barenboim izbral za naslovno vlogo v novi produkciji opere Carmen. Omenjena produkcija opere Carmen iz leta 2009 s tenorjem Jonasom Kaufmannom je bila prenašana po vsem svetu, Rahvelišvilijeva pa je vzbudila pozornost. To sodelovanje je opisala kot neverjetno in čudovit izziv ter nekaj, kar ji je precej spremenilo življenje.
Rahvelišvilijevo so hvalili zaradi njenega močnega glasu in odrske prezence, prilo pa je do precejšnjega povpraševanje njene Carmen. Rahvelišvilijeva je vlogo Carmen izvedla v vodilnih opernih hišah, kot so Kraljeva opera v Londonu, Kanadska opera, Metropolitanska opera v New Yorku in druge.
V Gruziji je močno cenjena. Gruzinski časopis The Financial je zapisal, da vas bo "pogled na to čudovito gruzinsko damo prepričal, da je najboljša Bizetova Carmen vseh časov." Njeno poroko leta 2016 je v živo prenašal direktor Gruzinskega filharmoničnega orkestra. Izrazila je željo po promoviranju gruzinske glasbe: "V Gruziji imamo veliko lepih oper. Upam, da bom nekega dne v Evropi ali Ameriki pela gruzijsko opero!" Na gruzijski televiziji pogosto izvaja dobrodelne koncerte, v svojem repertoarju pa ima tudi nekaj jazzovskih ali ljudskih pesmi. S svojo domovino ohranja trdne vezi in si prizadeva, da bi Gruzija postala uspešna.
Med njene druge vloge v vodilnih opernih hišah spadajo Orfej v Orfeju in Evridiki, Dalila v Samsonu in Dalili, Dulcineja v Don Kihotu in Končakovna v Knezu Igorju. Leta 2016 se je Rahvelišvilijeva pojavila kot Amneris v cenjenih predstavah Aidi v Pariški operi, leta 2018 pa v Matropolitanski operi. Recenzija zadnje predstave v časopisu The New York Times je njeno izvedbo opisala kot "izjemno", posebej pa je poudarila njeno petje ob naslovni zvezdi Anni Netrebko.

## Posnetki
Vidna je na DVD-jih Orfeo ed Euridice in Prince Igor, ter pretočnih posnetkih oper Knez Igor, Carmen, Aida in Adriana Lecouvreur na platformi Metropolitan Opera Live in HD. Sodelovala je tudi pri albumu italijanske glasbene skupine Profusion.